# Леандро Хельпі
Леандро Хельпі (ісп. Leandro Gelpi, нар. 27 лютого 1991, Монтевідео) — уругвайський футболіст, воротар клубу «Пеньяроль» та олімпійської збірної Уругваю.

## Клубна кар'єра
У дорослому футболі дебютував 2011 року виступами за команду клубу «Пеньяроль», кольори якої захищає й донині.

## Виступи за збірні
З 2011 року залучається до складу молодіжної збірної Уругваю.
З 2012 року захищає кольори олімпійської збірної Уругваю. У складі збірної — учасник  футбольного турніру на Олімпійських іграх 2012 року у Лондоні.